# محمد جابر النبهان
محمد جابر النبهان شاعر وناشر ومصمم، مواليد الكويت في 10 أبريل 1971، مقيم في كندا منذ 1995، أسس مجلة أفق الثقافية مع القاص كريم الهزاع وصالح النبهان عام 2000 ويعمل مديرا لتحريرها.

## مؤلفاته

### قصائد
- ذاكرة الماء والطين[2]
- مزامير يعقوبية[3]
- غيابات أولي[4]
- نساء الذهب الجاسر[5]
- نافذة للبحر[6]
- خروج[7]
- كأس لفاتحة الجنون[8]
- ولادة[9]
- حين تطلق ساكنيك[10]
- سورة الخاتمة[11]
- في الحادي والحربين[12]
- أخر السطر ابتداء[13]
- لاتقصص رؤياك[14]
- خطيئتان بيد واحدة[15]
- ملك لايحلم بالسنابل[16]
- عودة الهجر[17]

### مختارات ومجموعات شعرية
صدر له: غربة أخرى (مجموعة شعرية) 2004 دمي حجر على صمت بابك (مجموعة شعرية) 2005 امرأة من أقصى المدينة (مجموعة شعرية) 2011 بين مدينتين صغيرتين (مختارات شعرية) 2011 حكاية الرجل العجوز (مجموعة شعرية) 2013 ثلاثون قصيدة حب (مجموعة شعرية).
| م | الكتاب                | المحتوى       | الإصدار       | الناشر              | عدد الصفحات | ISBN13        |
| - | --------------------- | ------------- | ------------- | ------------------- | ----------- | ------------- |
| 1 | بين مدينتين صغيرتين   | مختارات شعرية |               |                     |             |               |
| 2 | غربة أخرى             | مجموعة شعرية  | 2004          | المدى               | 87          | 978284357137  |
| 3 | دمي حجر على صمت بابك  | مجموعة شعرية  | 01 يناير 2000 | مؤسسة جذور الثقافية | 133         | 995329691     |
| 4 | ثلاثون قصيدة حب       | مجموعة شعرية  |               |                     |             |               |
| 5 | امرأة من أقصى المدينة | مجموعة شعرية  | 2011          | دار مسعى            | 85          | 9789933440077 |
| 6 | حكاية الرجل العجوز    | مجموعة شعرية  | 01 يناير 2014 | مسعى للنشر والتوزيع | 70          | 9789995870195 |